# آی‌لایف
آی‌لایف (به انگلیسی: iLife) نام یک نرم‌افزار رایانه‌ای است که برای نخستین بار در هفتم ژانویه ۲۰۰۳ توسط شرکت اپل و برای سیستم‌عامل مک در بازار ارائه شد. کاربرد این برنامه در ویرایش، سازماندهی و انتشار عکس، فیلم و موسیقی است. این برنامه خود شامل ۵ برنامه با نام‌های آی‌فوتو، آی‌مووی، آی دی‌وی‌دی، آی‌وب و گاراژباند می‌باشد. تاکنون ۹ نسخه از این برنامه منتشر شده که آخرین نسخه آن در اکتبر ۲۰۱۳ منتشر شد.